# Viale Luigi Borri
Viale Luigi Borri è un'importante strada di Varese.
Da Largo Ennio Flaiano attraversa l'abitato del quartiere Bizzozero e termina in corrispondenza del confine di Lozza. Lungo il suo tracciato sono presenti delle diramazioni: di fronte a sinistra di Via De Grandi e prima di Via Conte Verde a destra all'altezza dei civici 200 e 282.
Comprende al suo interno il tratto iniziale della Strada Provinciale 233 Varesina (SP233).
Su questa strada è ubicato l'Ospedale di Circolo e Fondazione Macchi.